# Eleccions presidencials de l'Uruguai de 2014
Les eleccions presidencials de l'Uruguai de 2014 se celebraren el diumenge 26 d'octubre del 2014, després d'haver-se realitzat unes eleccions internes el juny del mateix any, amb l'objectiu d'escollir els candidats oficials i definitius a la presidència de la República Oriental de l'Uruguai pels seus respectius partits polítics.
Les eleccions internes (o primàries) es van incloure amb la reforma constitucional del 1997, on es feia necessària la seva celebració abans de les eleccions nacionals d'octubre, on només poden ésser candidats presidencials els polítics més votats del seu partit. Després de les victòries de l'esquerra en les eleccions de 2004 i eleccions de 2009, el país va viure un moment històric, ja que sempre havia estat governat per partits tradicionals de centre i de dreta.
Actualment, el partit amb més intenció de vot és el governant Front Ampli, seguit del dretà Partit Nacional.

## Candidats
Front Ampli
- Tabaré Vázquez[2][3]
- Constanza Moreira[3][2]

Partit Nacional
- Jorge Larrañaga[2][4]
- Luis Alberto Lacalle Pou[2][4]
- Álvaro Germano[2]
- Alfredo Oliú[2]

Partit Colorado
- Pedro Bordaberry[2]
- José Amorín Batlle[2]
- Manuel Flores Silva[2]

Partit Independent
- Pablo Mieres[2]

Altres partits
- Unidad Popular: Gonzalo Abella[2]
- Unión para el Cambio: Marcelo Fuentes
- Partido de la Concertación: José Luis Vega
- Partit dels Treballadors: Rafael Fernández
- Partido Ecologista Radical Intransigente: César Vega
- Unidos por nuestras riquezas naturales: Beatriz Banchero